# دنیای مردگان: جنگ‌های خونین
دنیای مردگان: جنگ‌های خونین (به انگلیسی: Underworld: Blood Wars) فیلمی آمریکایی در ژانر اکشن ترسناک به نویسندگی کوری گودمن و کارگردانی آنا فورستر است. این پنجمین قسمت از مجموعه فیلم‌های دنیای مردگان و ادامه‌ای بر فیلم جهان زیرین: بیداری در سال ۲۰۱۲ به‌شمار می‌رود. در این فیلم بازیگرانی همچون کیت بکینسیل یکبار دیگر در نقش سیلین، تئو جیمز، توبیاس منزیس، لارا پالور، برادلی جیمز و چارلز دنس ایفای نقش می‌کنند.
دنیای مردگان: جنگ‌های خونین در تاریخ ۱ دسامبر ۲۰۱۶ در کشورهای مختلفی همچون السالوادور، مالزی، استرالیا و نیوزیلند اکران شد و همچنین توسط شرکت اسکرین جمز در ۶ ژانویه ۲۰۱۷ در ایالات متحده به نمایش درآمد.